# Brändholm (vid Verkan, Korpo)
Brändholm är en ö i Finland. Den ligger i Skärgårdshavet och i kommunen Pargas i landskapet Egentliga Finland, i den sydvästra delen av landet. Ön ligger omkring 50 kilometer sydväst om Åbo och omkring 190 kilometer väster om Helsingfors.
Öns area är 25,8 hektar och dess största längd är 1 kilometer i öst-västlig riktning. Ön höjer sig omkring 20 meter över havsytan.